# Johannes Schultze (Historiker)

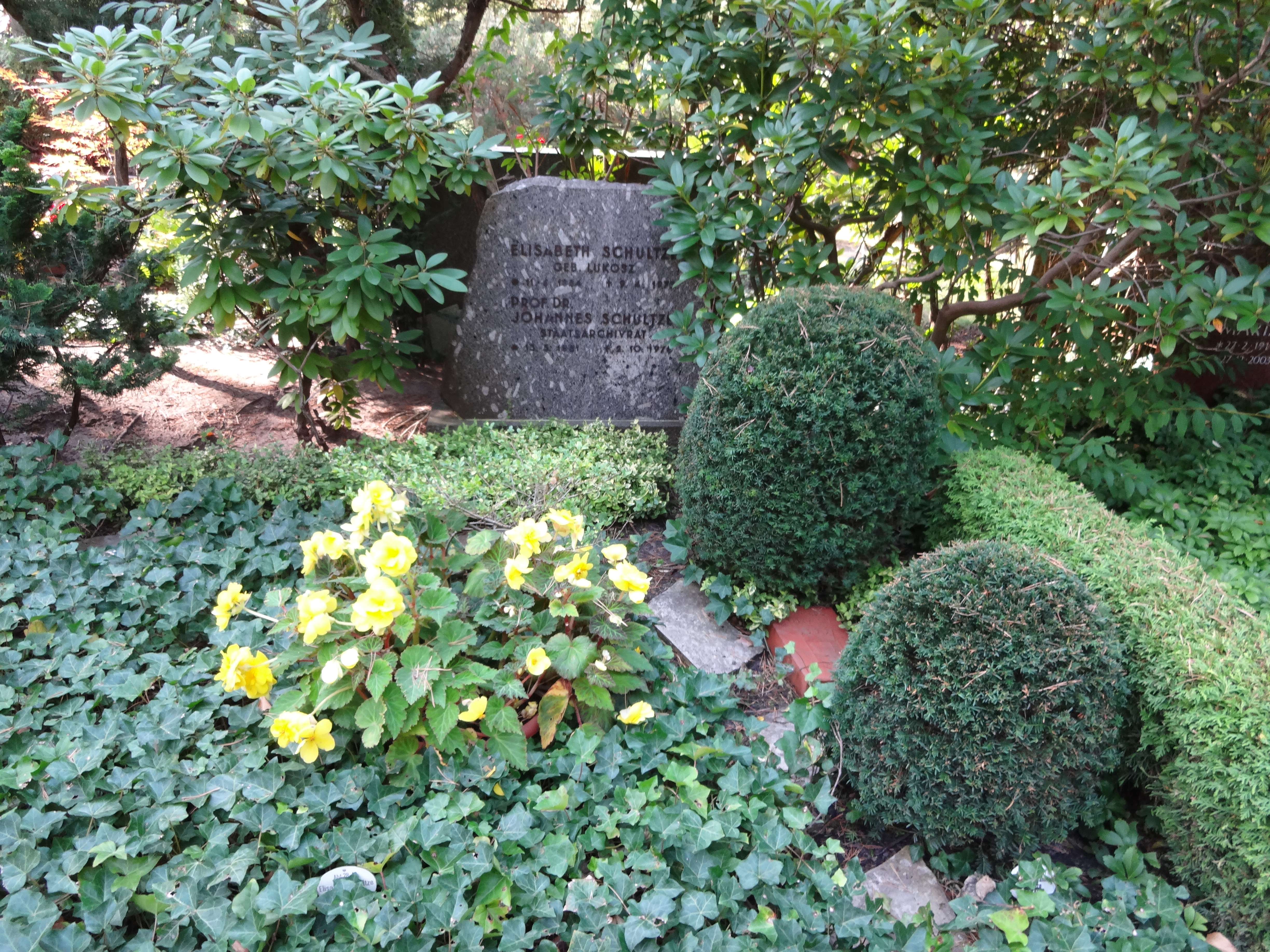
Grabstätte von Johannes Schultze auf dem Waldfriedhof Dahlem

Johannes Schultze (* 13. Mai 1881 in Großkrausnik; † 2. Oktober 1976 in Berlin) war ein deutscher Historiker und Archivar. Schultze gilt durch seine Arbeiten als Nestor der brandenburgisch-preußischen Landesgeschichte.
Johannes Schultze wuchs seit 1883 als Sohn eines Landpfarrers in Wulkow auf. Schultze besuchte die sächsische Landesschule Pforta. Er studierte in Freiburg und in Berlin Geschichte, Germanistik und Geographie. In Berlin knüpfte er Kontakte zu Edmund Stengel, Ernst Perels, Fedor Schneider und Mario Krammer. Bei Michael Tangl wurde er im Juni 1905 mit einer Studie über das Urkundenwesen Lothars III. promoviert. Beeinflusst von seinem akademischen Lehrer verzichtete er auf das Staatsexamen für das höhere Lehramt und entschied sich für den preußischen Archivdienst. Schultze war als Archivar an den Staatsarchiven in Koblenz, Magdeburg und Marburg tätig. 1909 heiratete er. Im Jahr 1914 kehrte er an das Geheime Staatsarchiv nach Berlin zurück. Nach dem Zweiten Weltkrieg bemühte sich Schultze intensiv um die Wiederbelebung des Vereins für die Geschichte Berlins. Seit 1949 lehrte er als Honorarprofessor Historische Hilfswissenschaften und Geschichte der Mark Brandenburg an der neu geschaffenen Freien Universität Berlin. 
Er war Mitglied der Brandenburgischen Historischen Kommission und seit dem 34. Band für zwanzig Jahrgänge Herausgeber der Forschungen zur brandenburgischen und preußischen Geschichte. Schultze war seit 1922 auch Schriftführer des Märkischen Geschichtsvereins. Er gründete die Vereinigung der brandenburgischen Geschichtsvereine. Schultze legte eine Edition vom Landbuch der Mark Brandenburg von 1375 vor. Ein Schüler von Schultze war Werner Vogel, der spätere Direktor des Geheimen Staatsarchivs.
Schultze wurde 1940 Ehrenmitglied der Niederlausitzer Gesellschaft für Geschichte und Altertumskunde und Ehrenmitglied des Vereins für die Geschichte Berlins. Im Jahr 1971 wurde ihm eine Festschrift gewidmet. Zwei Jahre später wurde ihm das Verdienstkreuz 1. Klasse der Bundesrepublik Deutschland verliehen.
Johannes Schultze starb Anfang Oktober 1976 im Alter von 95 Jahren in Berlin. Die Beisetzung erfolgte auf dem Waldfriedhof Dahlem (Grablage: 28-13). Auf Beschluss des Berliner Senats ist die letzte Ruhestätte von Johannes Schultze seit 1978 als Ehrengrab des Landes Berlin gewidmet. Die Widmung wurde zuletzt im Jahr 2021 um die übliche Frist von zwanzig Jahren verlängert.

## Schriften (Auswahl)

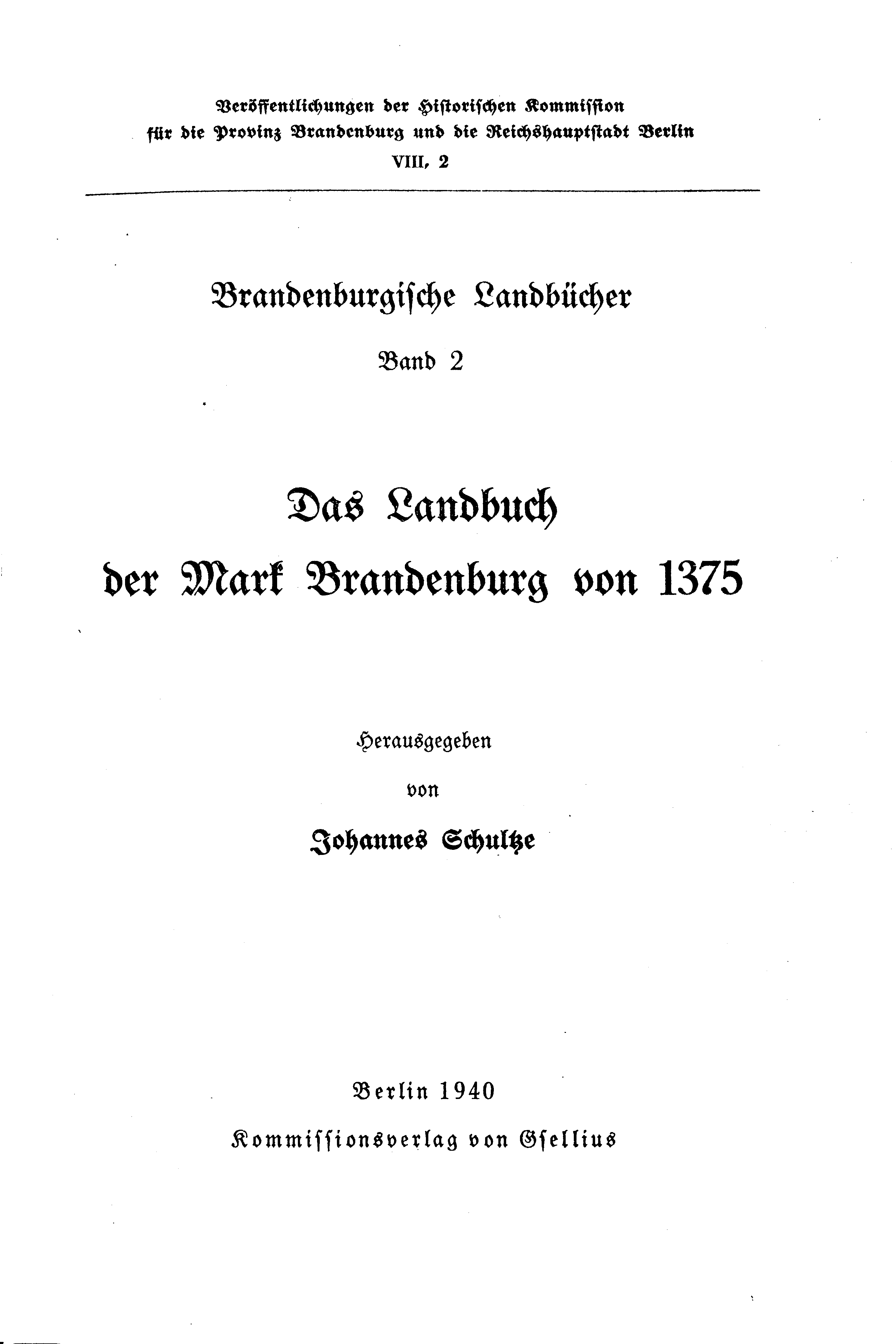
Landbuch der Mark Brandenburg

Von Johannes Schultze sind einige Monographien und zahlreiche kleinere Aufsätze erschienen.
- Lehnin. 750 Jahre Kloster- und Ortsgeschichte mit bisher unbekannten Ansichten des 18. Jahrhunderts. Bernburg 1930.
- (Bearb.): Das Landbuch der Mark Brandenburg von 1375 (= Veröffentlichungen der Historischen Kommission für die Provinz Brandenburg und die Reichshauptstadt Berlin. Band 8,2 = Brandenburgische Landbücher. Band 2). Berlin 1940, DNB 580505456 (Digitalisat [Memento vom 14. Dezember 2018 im Internet Archive]).
- Forschungen zur brandenburgischen und preußischen Geschichte. Ausgewählte Aufsätze (= Veröffentlichungen der Historischen Kommission zu Berlin. Band 13). Walter de Gruyter, Berlin 1964, DNB 454512325, doi:10.1515/9783110835281 (eingeschränkte Vorschau in der Google-Buchsuche).
- Die Mark Brandenburg. 5 Bände. Berlin 1961–1969, DNB 458903175 (2., unveränd. Auflage in einem Band. 1989; 4. Auflage. 2011, ISBN 978-3-428-13480-9).
- Geschichte der Stadt Neuruppin. 4. Auflage. Duncker & Humblot, Berlin 2012, ISBN 978-3-428-13727-5.